# Cristantes
Cristantes es un núcleo de población español del municipio de Valle de Mena, perteneciente a la provincia de Burgos, en la comunidad autónoma de Castilla y León.

## Historia
Hacia mediados del siglo XIX, el lugar era referido como un barrio ya por entonces perteneciente al concejo de Caniego en el municipio de Valle de Mena. Aparece descrito en el séptimo volumen del Diccionario geográfico-estadístico-histórico de España y sus posesiones de Ultramar de Pascual Madoz con las siguientes palabras:

CRISTANES: barrio en la prov. de Burgos, part. jud. de Villarcayo, perteneciente al l. ó conc. de Caniego. (V.)
(Madoz, 1847, p. 170)

En 2023, el núcleo de población de Cristantes, encuadrado dentro de la entidad singular de población de Caniego, tenía empadronados 8 habitantes.